# Assevent
Assevent – miejscowość i gmina we Francji, w regionie Hauts-de-France, w departamencie Nord.
Według danych na rok 1990 gminę zamieszkiwało 1940 osób, a gęstość zaludnienia wynosiła 1037 osób/km² (wśród 1549 gmin regionu Nord-Pas-de-Calais Assevent plasuje się na 372. miejscu pod względem liczby ludności, natomiast pod względem powierzchni na miejscu 914.).